# 矢木沢ダム
矢木沢ダム（やぎさわダム）は、群馬県利根郡みなかみ町、一級河川・利根川本川最上流部に位置するダムである。
独立行政法人水資源機構が管理する堤高131.0mのアーチ式コンクリートダムで、東京都を始めとする首都圏へ上水道を供給する利根川上流ダム群の一つであり、利根川水系最大級の規模を誇る多目的ダムである。ダムによって形成された人造湖は奥利根湖（おくとねこ）と呼ばれる。

## 沿革
矢木沢ダムは戦前より幾つかの事業主体によって計画され、複数の事業者によるダム予備調査が進められていた。一つは東京市による「東京市上水道計画」。二つ目は1939年（昭和14年）群馬県による「群馬県利根川河水統制計画」。三つ目は1935年（昭和10年）当時の東京電燈（現・東京電力ホールディングス株式会社）による「奥利根電源開発計画」である。
このうち、二つ目の「群馬県利根川河水統制計画」と三つ目の「奥利根電源開発計画」は後に一つの計画案として統合される。そして当時としては大規模な揚水発電計画として当時の逓信省が中心となり「尾瀬分水計画・利根川開発案」としてまとまった。これは矢木沢ダムを下部調整池とし、上部調整池として1919年（大正8年）より計画された尾瀬原ダムとの間で尾瀬第一・尾瀬第二発電所による認可出力364,000kWの水力発電を行う壮大な計画であった。だが水利権を巡り福島県や新潟県との係争が解決せず、「利根川開発案」は1950年（昭和25年）以降棚上げ状態となる（詳細については利根川開発案を参照）。
一方で1947年（昭和22年）のカスリーン台風による利根川流域の未曽有の大洪水や、戦後急激に人口が増加した首都圏における水需要のひっ迫に伴い多目的ダムによる治水・利水が急務となった。このため経済安定本部によって1949年（昭和24年）に「利根川改定改修計画」が立案され、その中で藤原ダムと共に利根川本川のダム事業として矢木沢ダムがクローズアップされ、尾瀬分水案から切り離した形で計画されることになった。
1959年（昭和34年）から建設省関東地方建設局（現・国土交通省関東地方整備局）の手によって計画が進められた。その後1962年（昭和37年）水資源開発促進法の制定に伴い利根川水系は水資源開発公団（現・水資源機構）がダム建設等を推進する水資源開発水系となり、「利根川水系水資源開発基本計画」（フルプラン）によって神流川の下久保ダムと共に矢木沢ダムは建設省より事業の継承を受けた。以後公団によって建設が進められ、1967年（昭和42年）に完成した。

## 目的
型式はダム本体に洪水吐きを持たない「非越流型アーチ式コンクリートダム」で右岸に洪水吐きを備え、更に最右岸部は脇ダムとしてロックフィルダムがある。当初は堤高100.0m、総貯水容量108,000,000トンの規模であったが、その後の事業拡大に伴って堤高が131.0mと31.0m嵩上げ、総貯水容量は倍増となる204,300,000トンへと大幅に拡大。関東地方では最大級の多目的ダムである。
矢木沢ダムの目的は伊勢崎市八斗島地点において計画高水流量（計画する最大限の洪水流量）を軽減する利根川の洪水調節、利根川流域の既得農地に対する慣行水利権分の用水（毎秒140トン）を補給する不特定利水、赤城山麓・榛名山麓の10,205haに新規農業用水を供給する群馬用水の水源としてのかんがい、東京都へ毎日345,600トンの水道用水を供給する上水道、そして後述する水力発電である。首都圏の水がめとして利根川上流ダム群の筆頭格であり、知名度も高い。
巨大なダムであるが、水没物件は東京電力の湯の花温泉保養所1軒のみであり、建設当時人跡未踏の地域でもあった事から一般住民への補償はなかった。

## 矢木沢発電所

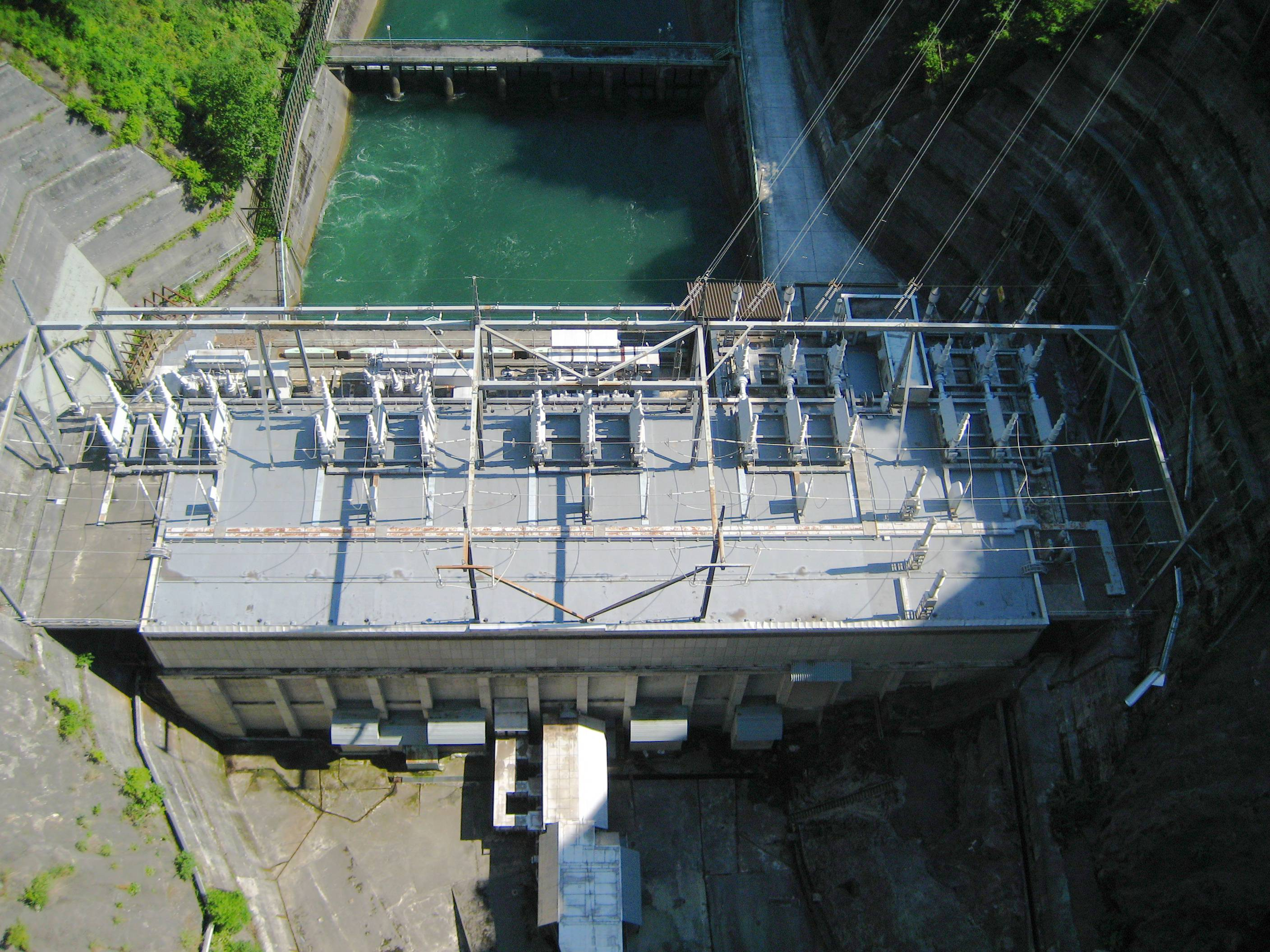
矢木沢発電所

矢木沢発電所（やぎさわはつでんしょ）は、東京電力リニューアブルパワーが運用している水力発電所。東京電力が初めて設置した揚水発電所であり、使用開始は1965年。矢木沢ダム湖を上池に、下流の須田貝ダム湖を下池に利用した揚水発電を行っている。認可出力は 240,000 kW、最大使用水量は毎秒300 t、有効落差は93.5 m。首都圏への電力供給に貢献している。
水車発電機は3台で、いずれも発電電動機とポンプ水車とで構成される可逆式揚水機である。うち2号機は1990年の改修工事により、可変速揚水発電を世界に先駆けて導入。ここで培われた可変速揚水発電のノウハウは、のちに建設される大容量揚水発電所で活かされている。

## 奥利根湖

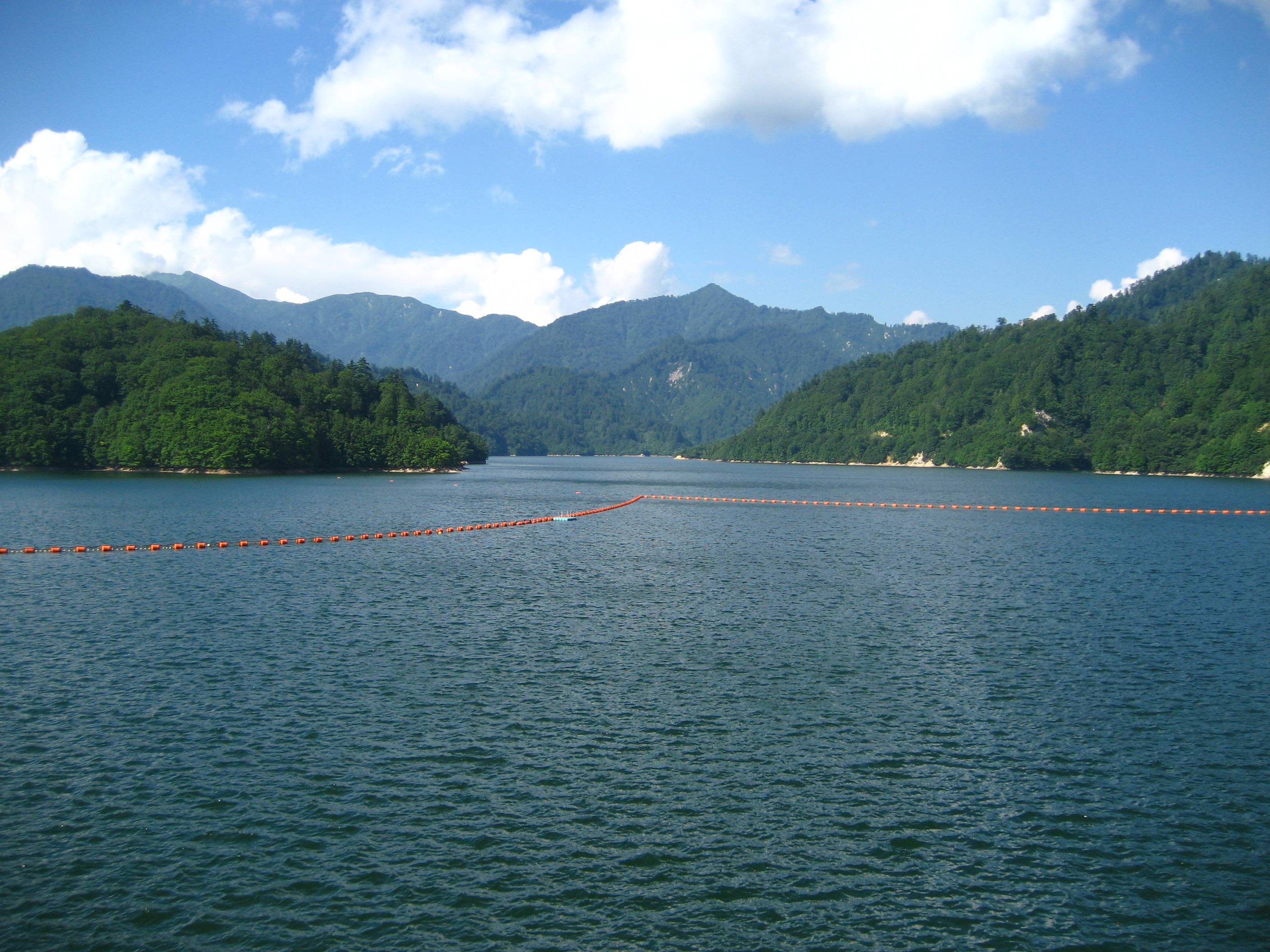
奥利根湖

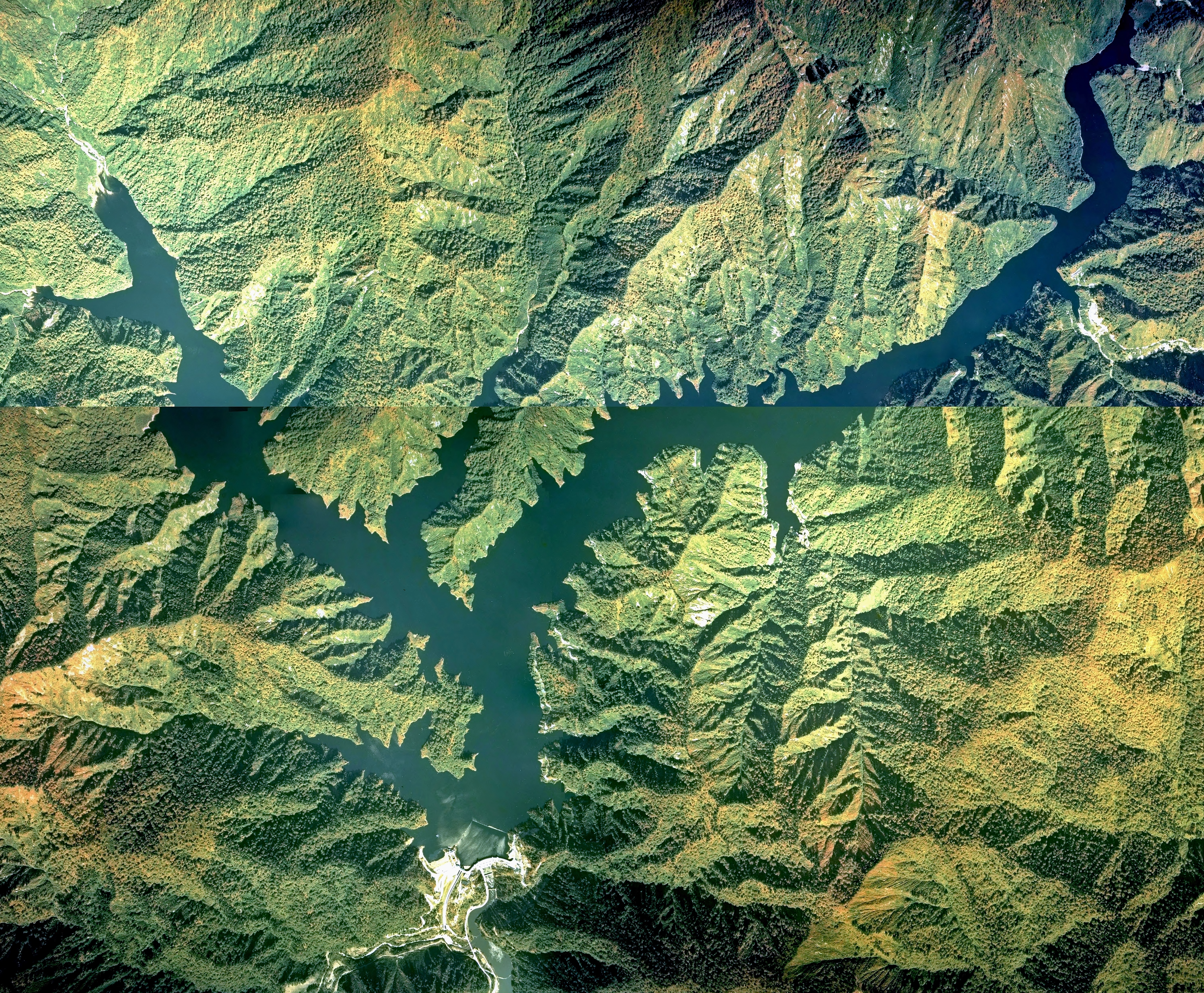
奥利根湖の空中写真。
1976年撮影の10枚を合成作成。

ダム湖である奥利根湖（おくとねこ）は、下流の洞元湖（須田貝ダム）・藤原湖（藤原ダム）と共に奥利根三湖と呼ばれ、奈良俣ダムと共に水上地域の観光地である。春の新緑や秋の紅葉が美しく、夏でも比較的涼しい事から観光客が多い。付近には湯の小屋温泉や宝川温泉もあり、水上温泉とあわせて群馬県の代表的な温泉郷である。春には遠く雪を被った三国山脈を望む事も出来る。2005年（平成17年）には、みなかみ町の推薦によって財団法人ダム水源地環境整備センターの選定する「ダム湖百選」に選ばれている。
矢木沢ダムでは、5月～7月の間に点検放流を行う場合がある。これは非常用洪水吐ゲートの操作状況などを点検し、日頃滅多に使わない非常用洪水吐の点検を行う為に放流を行う。この洪水吐により放流された水はダム下流で利根川に合流する矢木沢に放流されるが、スキージャンプ型の洪水吐である事から豪快に水しぶきを上げる放流が行われる。点検放流をおこなった際、多くの観光客がこの放流を見るためにダムへ訪れ、ダム手前では渋滞も発生する。なお、点検放流は奈良俣ダムでも同時に行われる場合がある。同時におこなわれた場合、矢木沢・奈良俣・須田貝・藤原・小森の5ダムが一斉に放流する確率が高い。放流の日時は水資源機構の沼田総合管理所ウェブサイトにて公開される。
ダムへのアクセスは関越自動車道・水上インターチェンジから国道291号へ入り、湯檜曽温泉手前より群馬県道63号水上片品線を北上する。須田貝ダム手前より東京電力管理用道路へ左折しあとは直進する。洞元湖沿いに北上するとやがて巨大なダムが見えてくる。ただし、雪の深い地域でもあるので、須田貝ダムより矢木沢ダムに向かう管理用道路は11月下旬から4月下旬まで通行止めとなる。
また、奥利根湖より先は険しい山岳地帯で貴重な動植物も多い事から「利根川源流域自然環境保全地域」に指定されており、現在においても奥利根湖から水源の大水上山大雪渓までの利根川源流部は秘境である。

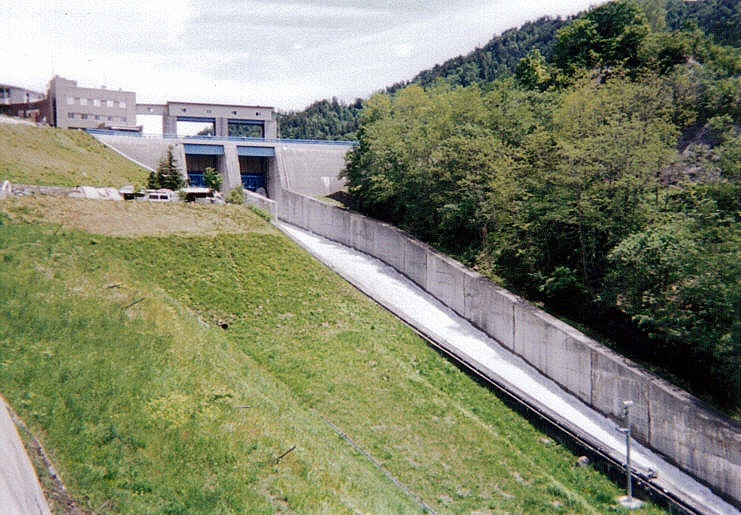
非常用洪水吐からの放流
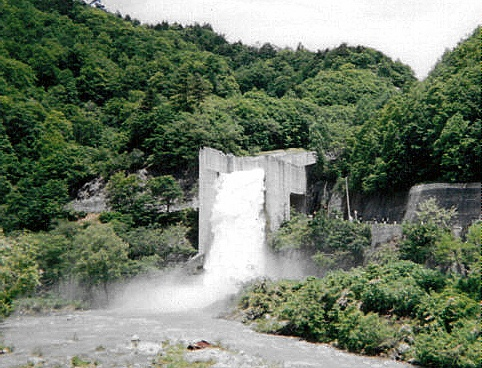
矢木沢ダムの試験放流
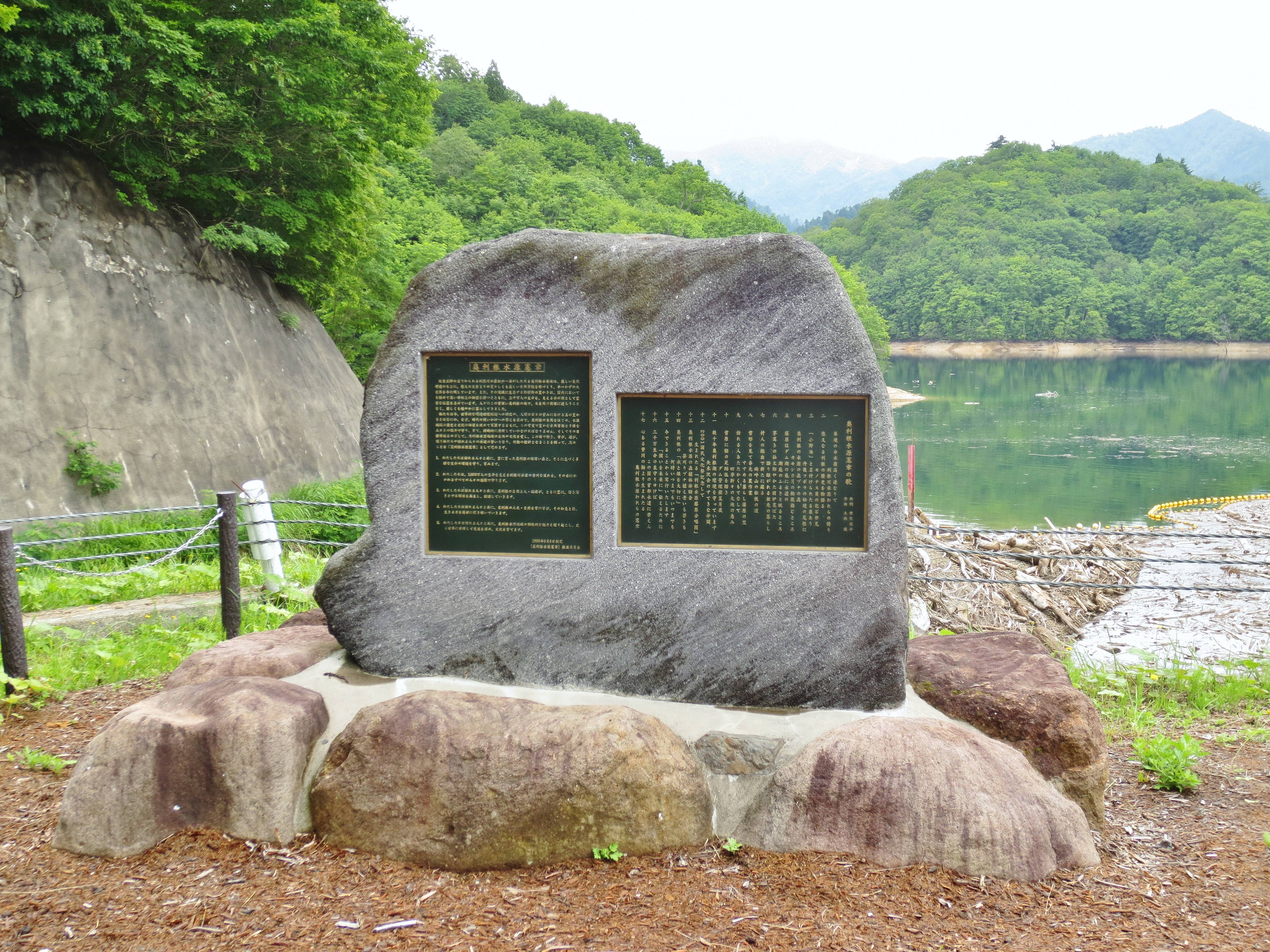
ダム右岸に建つ奥利根水源憲章の碑
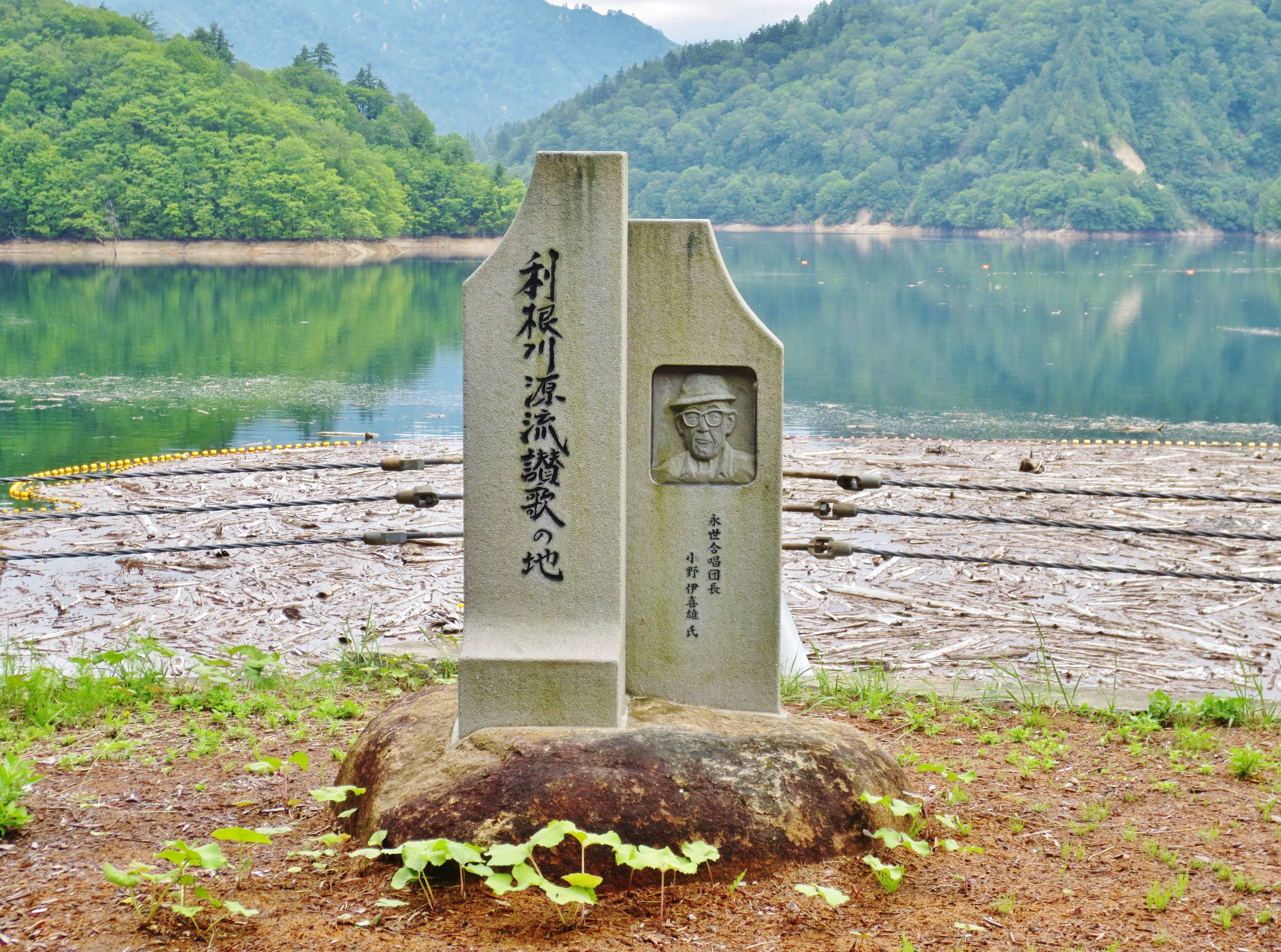
ダム右岸に建つ利根川源流讃歌の地の碑
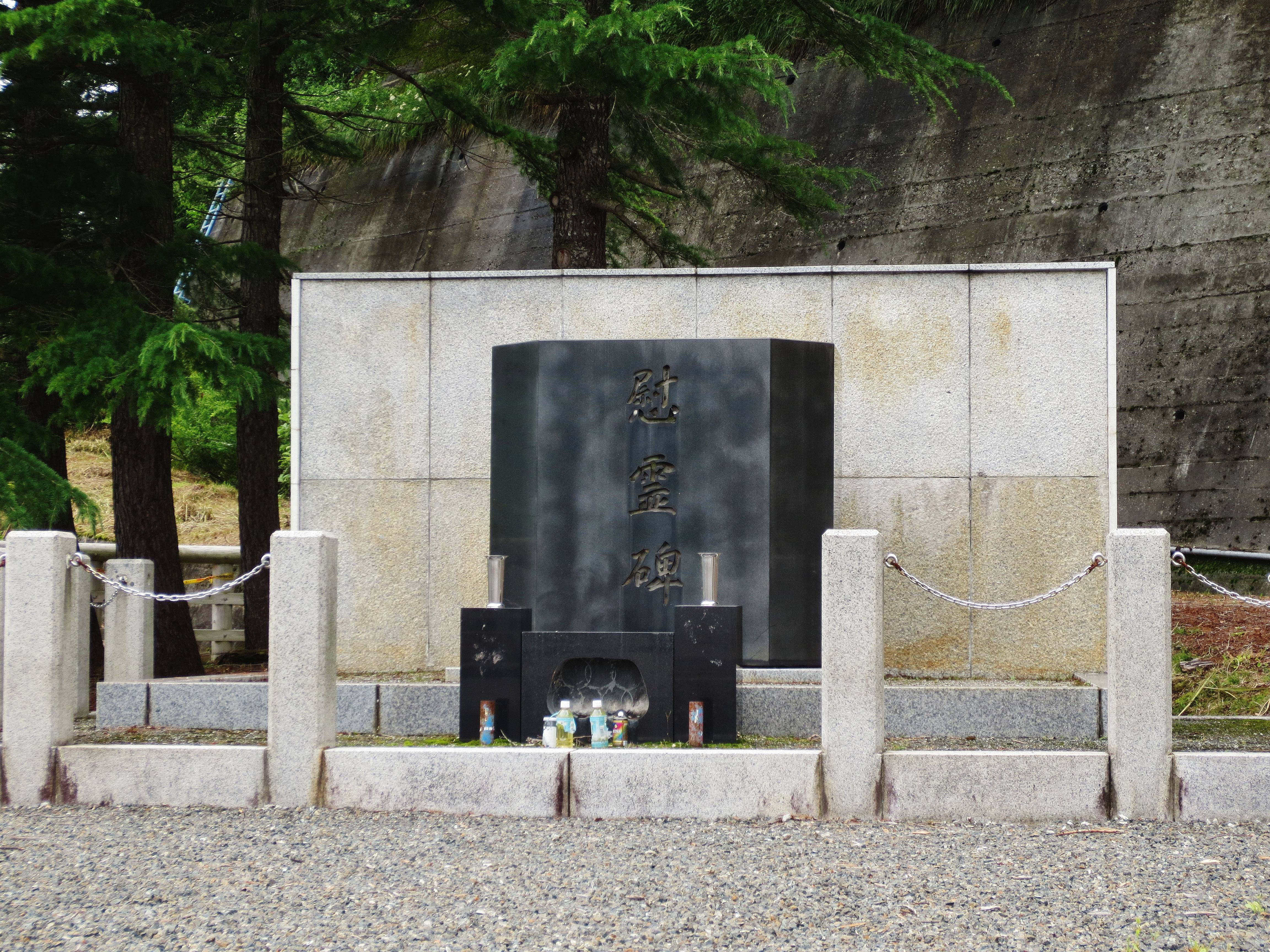
ダム左岸に建つ慰霊碑
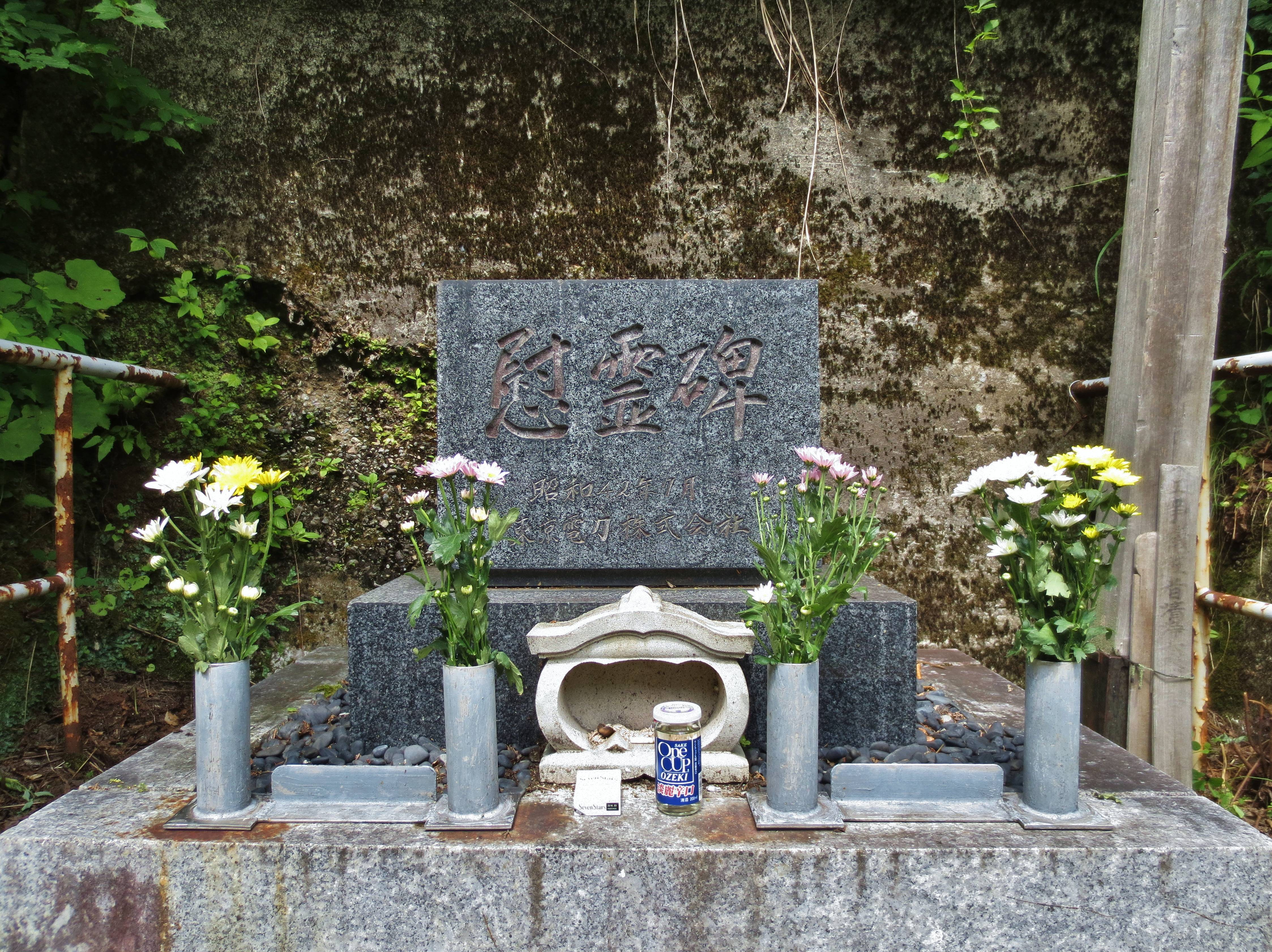
ダム下流に建つ発電所の慰霊碑